# Подберезье (Великолукский район)
Подберезье — деревня в Великолукском районе Псковской области России. Входит в состав сельского поселения «Черпесская волость».
Расположена на севере района, на правом берегу реки Ловать, в 33 км (или в 76 км по дорогам) к северу от райцентра Великие Луки и в 13 км к северу от волостного центра, деревни Черпесса.

## Население
Численность населения деревни по состоянию на 2000 год составила 15 жителей, на 2010 год — 9 жителей.